# Johan Gielen
Johan Gielen, nació el 23 de febrero de 1968 en el pueblo belga de Mol, es un renombrado artista mundial de trance, productor, y DJ.

## Biografía
Johan Willy Maria Gielen empezó a los 17 años en su país natal Bélgica, y en los últimos años construyó una fama internacional como DJ. Ha estado de gira en países como Japón, Australia, Alemania, España, Holanda, Bélgica, Inglaterra, Irlanda del Norte, Israel por mencionar algunos, en su sitio oficial menciona en repetidas ocasiones con respecto a que suele viajar mucho: “I have so many airmiles, I could fly over the world 36 times for free!” (Tengo muchísimas millas acumuladas- en líneas aéreas- podría volar gratis por todo el mundo 36 veces).
En Japón vivió sus años de oro cuando fue Dj residente en el prestigioso club Velfarre. Fue Dj residente en el conocido Club Gorgeous en Copenhague, Dinamarca. Desde hace tiempo vive en Holanda, tanto se ha adaptado a este país que suele decir que es un holandés nacido en Bélgica.
Desde sus inicios se ha inclinado por el trance creando pseudónimos como Matanka, Body heat o Buzzer entre otros muchos. Pero el éxito en el estudio llegó de la mano de Sven Maes, más conocido como Svenson. Su primer sencillo juntos, L'Esperanza batió records de venta en toda Europa y fue remezclado además por Tiësto y por aquel entonces un joven Armin van Buuren. Además de Airscape han usado pseudónimos como Balearic Bill, Des Mitchell, Abnea, Svenson & Gielen o Bocaccio Life. En 2002 publicaron su primer álbum "The beauty Of Silence" que entre otros temas incluía piezas como The Beauty Of Silence o Twisted que muchos tranceros recuerdan como buenos clásicos.
Pero si algo ha caracterizado a este duo es la capacidad asombrosa para crear remezclas que superaban en mucho a las versiones originales. Entre los artistas remezclados encontramos a formaciones y dj's tan importantes como Sylver, Sagitaire, Scooter, Tiësto, Delerium, Vanessa Mae, Cosmic Gate o Safri Duo.
Juntos han demostrado que también son capaces de crear éxitos comerciales del género dance , después de terminar un sencillo para Alice DeeJay.
2006 fue un gran año para Johan, lanzó su álbum llamado "Revelations" (Revelaciones) bajo la firma "Tunes For You" de su propiedad. Además fue el año en que la discográfica de Tiësto, Black Hole compró el sello, con lo cual Johan disfruta de un gran paraguas, dado que este es una de las discográficas más importantes de Holanda.
Volviendo a su álbum, el primer sencillo “Revelations, Right from my Heart” fue programado en las más famosas estaciones de radio del mundo, el video también fue muy aceptado. El segundo sencillo “Magnitude” actualmente (2007) continua en los primeros lugares de popularidad y ha sido tocado por los más prestigiados Dj. Esto convierte a "Revelations" en todo un éxito para Gielen.

## Discografía

### Álbumes
Álbumes (junto a Svenson)
- 2002 The Beauty of Silence (ID&T)

Álbumes (en solitario)
- 2006 Revelations (Tunes for You / Black Hole)

Álbumes (como Airscape)
- 2010 Now And Then [Black Hole Recordings]

### Sencillos
Singles (junto a Svenson)
Bajo el seudónimo "Svenson & Gielen"
- 2002 The Beauty Of Silence (ID&T)
- 2002 Twisted (ID&T)
- 2002 We Know That You Did (ID&T)
- 2003 Beachbreeze (junto a Jan Jhonston) (ID&T)

Bajo el pseudónimo "Airscape"
- 1999 L'Esperanza (Xtravaganza Recordings)
- 2004 Sosei (ID&T)
- 2009 My Love (con JES) [ID&T]

Singles (en solitario)
- 2000 Velvet Moods (Big Star Records)
- 2000 We Move Like Shadows (Big Star records)
- 2005 Flash / Dreamchild (Tunes for You / Black Hole)
- 2005 Show Me What You Got (Tunes for You / Black Hole)
- 2006 Physical Overdrive (Tunes for You / Black Hole)
- 2007 Magnitude (Tunes for You / Black Hole)
- 2007 Okinawa Sunset (Tunes for You / Black Hole)
- 2008 Live It Up 2008 (Johan Gielen vs. Time Bandits) [VISCO Productions]
- 2009 My Love feat. JES (as Airscape) [Tunes for You]
- 2009 Repeat The Music [Magik Muzik]
- 2010 These Are My People [Magik Muzik]
- 2010 I'm Lonely (Johan Gielen pres. Hollis P. Monroe) [Magik Muzik]
- 2010 Skyscraper/Mirage (Johan Gielen vs. Tetsuya) [Black Hole Recordings]
- 2010 Jonko [Magik Muzik]
- 2012 Music For Free (Johan Gielen vs Jan Vervloet) [High Contrast Rec.]
- 2013 Intensive (Johan Gielen vs. Virtual Vault) [Black Hole Recordings]
- 2014 Blue Fire (Johan Gielen vs. Virtual Vault) [High Contrast Rec.]

### Remixes
- 1992 Transformer 2 – 'Pacific Symphony 2' (como Supercali) [Profile]
- 1993 Airscape – 'Cruising' (con Chris Inger) [Save the Vinyl]
- 1994 Dirty Harry – 'D'Bop Don't Stop' (como Don Joan) [Scorpio Music]
- 1995 Proyecto Uno – 'El Tiburón' (con Peter Ramson) [Freaky Records]
- 1995 Michèle – 'I Can Feel' (como Don Joan) [BMG]
- 1995 A.D.A.M ft. Amy – 'Memories and Dreams'(con Olliver Adams) [Eternal]
- 1995 A.D.A.M – 'Zombie' (con Olliver Adams) [Eternal]
- 1995 Full Option – 'Rave All Night' (como Don Joan) [PolyGram]
- 1995 U–Matic – 'Cyberspace' (como DJ Don) [Koch International]
- 1996 Pleasure Deluxe – '99 Red Balloons' (con Olliver Adams) [Eternal]
- 1996 Chris Rea – 'Girl In A Sports Car' [EastWest]
- 1996 Body Heat – 'Waves Of Life' (Don Joan's Energy Edit) [Avex Trax]
- 1998 Southside Spinners – 'Luvstruck' [District]
- 1999 Delerium feat. Sarah McLachlan – Silence (como Airscape) [Nettwerk]
- 1999 Vengaboys – Kiss (When The Sun Don't Shine) (como Airscape) [Positiva]
- 2000 Svenson & Gielen – 'The Beauty of Silence' [Insolent]
- 2002 Svenson & Gielen – 'Answer the Question' [ID&T]
- 2002 Svenson & Gielen – 'We Know What You Did...' [ID&T]
- 2002 DJ Shog – 'The 2nd Dimension' [Logport Records]
- 2002 Sensation – 'The Anthem 2002' [ID&T]
- 2004 Airscape – 'Sosei' [ID&T]
- 2004 Reeloop – 'Kamistad' [Headline]
- 2004 Dublex Inc. – 'Nifty Night' [Pulver Records]
- 2006 Dave202 – 'Inside Outside' [Muve Recordings]
- 2008 Phunk Investigation – 'Your Love' [Net's Work International]
- 2008 Per Hammar – 'Volta' (as DJ Don) [Playectra]
- 2009 Nils Van Zandt vs. Sergio Silvano ft. Chaquilo MC – 'The Beat Don't Stop' (como DJ Don) [BIP]
- 2009 Trio Infernal – 'In These Dreams' [Absolutely Records]
- 2009 Phunk Investigation – 'Shuri Shuri' [Avanti]
- 2010 Airscape – 'Cruising 2010' (Johan Gielen & Cor Fijneman Mix) [Black Hole Recordings]
- 2010 Johan Gielen pres. Hollis P. Monroe – 'I'm Lonely' (Johan Gielen & Cor Fijneman Main Mix) [Magik Muzik]
- 2010 Lost Stories presents Prayag & Rishab – 'Ashna' [Songbird]
- 2010 Ad Brown And Matt Lange Feat. Kerry Leva – 'As The Rain Falls' [Songbird]
- 2010 Loverush UK! feat. Shelley Harland – 'Different World 2010' (Johan Gielen & Cor Fijneman Remix) [Sea to Sun/Loverush Digital]
- 2011 Lost Stories – 'The Purple Cow' [Black Hole Recordings]
- 2020 Jam & Spoon feat. Plavka - 'Right In The Night' [Black Hole Recordings][1]